# Alexandre Cellier (musicien français)
Pour les articles homonymes, voir Alexandre Cellier.
Alexandre Cellier, né le 17 juin 1883 à Molières-sur-Cèze dans le Gard et mort le 4 mars 1968 à Courbevoie, est un organiste et compositeur français.

## Biographie
Élève d'Alexandre Guilmant, de Louis Diémer, de Xavier Leroux et de Charles-Marie Widor au Conservatoire de Paris, il obtient un 1er Prix d'orgue en 1908 et est nommé deux ans plus tard organiste du temple protestant de l'Étoile à Paris, poste qu'il conservera jusqu'en 1967.
De 1912 à 1939, il est l'organiste de la Société J.-S. Bach. Il est aussi "soliste des Concerts Colonne, Lamoureux. Pasdeloup… claveciniste de la Société des Musiciens de la Vieille France" (présidée par le ténor Yves Tinayre, grand défenseur de la musique ancienne). Il a été également inspecteur de l'enseignement musical dans les conservatoires de province. Il a composé des pièces pour orgue, de la musique de chambre et quelques œuvres orchestrales. Il a également édité des œuvres de Nicolas Bernier, Marc-Antoine Charpentier et Michel-Richard de Lalande. Il est aussi l'auteur de plusieurs ouvrages sur l'orgue.

## Œuvres
Orgue
- Suite Symphonique en sol majeur (1906)

in J. Joubert, Les Maîtres Contemporains de l’Orgue, Paris (1912) :
- - Méditation en la mineur (vol. 1)
  - Pièce Symphonique pour sortie en mi mineur (vol. 1)
  - Cortège en mi majeur (vol. 4)
  - Dans la vieille abbaye en mi mineur (vol. 4)
  - Offertoire pour le jour de l’Ascension en sol majeur (vol. 8)
- Étude en mi mineur (1916)
- Pèlerinages, suite de dix pièces (1923)
- Trois Choral-Paraphrases sur des mélodies des psaumes de la Renaissance : Douleur - Espérance - La Joie (Ps. 138) (1936)
- Églises et Paysages, 2 suites de 6 pièces brèves (1943) : première suite : Plain-chant 2. Ascension 3. Vendredi Saint - 4. Noël provençal 5. Mystique - 6. Carillon
- Prélude et Fugue, in Orgue et Liturgie, no 33
- Choral-Prélude sur le Psaume 65, in Orgue et Liturgie, no 38
- Thème et variations sur le Psaume 149 du Psautier de la Réforme «Chantez à Dieu chanson nouvelle», in Orgue et Liturgie, no 66

Autres
- Quintette pour piano et cordes no 1 (1906)
- Quatuor à cordes no 1 (1912)
- Paysages cévenols, pour orchestre (1912)
- Quintette pour piano et cordes no 2 (1913)
- Sonate pour alto et piano (1917)
- Sonate pour violoncelle et piano (1921)
- Quatuor à cordes no 2 (1923)
- Sur la colline d’Uzès, pour orchestre (1928)
- Le chant d’une flûte, pour orchestre (1930)
- "In memoriam Georges Goubeyre"[note 1], texte de Louis Pize, créé par Yves Tinayre (1932)
- Chacun son tour, suite humoristique pour instruments à vent solistes et orchestre à cordes (1934)
- Le Carnaval, pour orchestre (1938)

## Écrits
- Alexandre Cellier, L’Orgue moderne, Paris, 1913
- Alexandre Cellier, Les Passions et l’Oratorio de Noël de J. S. Bach, Paris, 1929
- Alexandre Cellier et Henri Bachelin, L’Orgue, ses éléments - son histoire - son esthétique, Paris, Delagrave, 1933 (rééd. 1997)
- Alexandre Cellier, Traité de la registration à l’orgue, Paris, Schola Cantorum, 1957